# Cercopis corticina
Cercopis corticina är en insektsart som först beskrevs av Melichar 1902.  Cercopis corticina ingår i släktet Cercopis och familjen spottstritar. Inga underarter finns listade i Catalogue of Life.